# Caneleira (Santos)
Caneleira é um bairro localizado na zona noroeste da cidade de Santos.
Há referência de que, em meados da metade do século XX, a região possuía grande quantidade de pés de canela. Porém, a denominação do bairro a partir de local surgido para se jogar futebol, "batendo canelas", apelido da estrutura hoje conhecida como Estádio Espanha.